# Jack Lambert (Schauspieler, 1920)
Jack Taylor Lambert (* 13. April 1920 in Yonkers, New York; † 18. Februar 2002 in Carmel-by-the-Sea, Kalifornien) war ein US-amerikanischer Schauspieler.

## Leben und Werk
Nach Besuch der Grund- und Mittelschule an seinem Heimatort machte Jack Lambert am Colorado College seinen Abschluss in Englischer Sprache. Statt seinem ursprünglichen Berufsziel als Lehrer nachzugehen, begann er eine Laufbahn als Theaterschauspieler. Seine erste Hauptrolle am Broadway spielte er 1941 in dem Stück Brother Cain von Michael Kallesser und Richard Norcross.
Im Jahr 1943 ging er nach Hollywood und übernahm zunächst Nebenrollen in einer Reihe von kleinen Filmproduktionen. Einen seiner ersten markanten Auftritte hatte er in Robert Siodmaks Film noir Rächer der Unterwelt (1946) als heimtückischer, aber geistig minderbemittelter Killer „Dum Dum“. In den 1940er und 1950er Jahren wirkte Lambert, festgelegt auf die Rolle des unsympathischen Bösewichts, in zahlreichen Kriminalfilmen und Western mit. Kurzzeitige Abwechslung verschaffte ihm 1954 ein Engagement in einer Musikrevue in San Diego.
Ab Mitte der 1950er Jahre verlegte er sich vornehmlich auf Auftritte in Fernsehserien wie Alfred Hitchcock Presents, Rauchende Colts und Bonanza. Der Festlegung auf ein einziges Rollenfach überdrüssig geworden, spielte Lambert 1963 mit Vier für Texas zum letzten Mal in einem Kinofilm  und zog sich Ende der 1960er Jahre auch aus dem Fernsehgeschäft zurück.

## Filmografie (Auswahl)
- 1943: Hostages
- 1946: The Harvey Girls
- 1946: Karten, Kugeln, Banditen (Plainsman and the Lady)
- 1946: Rächer der Unterwelt (The Killers)
- 1946: Banditen ohne Maske (Abilene Town)
- 1947: Der Unverdächtige (The Unsuspected)
- 1947: New Orleans
- 1948: Tochter der Prärie (Belle Starr's Daughter)
- 1948: Rivalen am reißenden Strom (River Lady)
- 1949: Der große Gatsby (The Great Gatsby)
- 1949: Tödliche Grenze (Border Incident)
- 1949: Mit Pech und Schwefel (Brimstone)
- 1950: Geheimagent in Wildwest (Dakota Lil)
- 1950: Stars in My Crown
- 1951: Der Tiger (The Enforcer)
- 1951: Vergeltung am Teufelssee (The Secret of Convict Lake)
- 1952: Meuterei am Schlangenfluß (Bend of the River)
- 1952: Die Schönste von Montana (Montana Belle)
- 1952: Kampf um den Piratenschatz (Blackbeard the Pirate)
- 1953: Taxi 539 antwortet nicht (99 River Street)
- 1953: Starr vor Angst (Scared Stiff )
- 1954: Vera Cruz
- 1955: Rattennest (Kiss Me Deadly)
- 1955: Im Schatten des Galgens (Run for Cover)
- 1956: Das Geheimnis der fünf Gräber (Backlash)
- 1958: Das Mädchen aus der Unterwelt (Party Girl)
- 1958: Revolver-Kelly (Machine-Gun Kelly)
- 1959: Ein Schuß und 50 Tote (Alias Jesse James)
- 1959: Tag der Gesetzlosen (Day of the Outlaw)
- 1962: Das war der Wilde Westen (How the West Was Won)
- 1963: Vier für Texas (4 for Texas)